# The Madman's Return
The Madman's Return – drugi album niemieckiego zespołu Snap! wydany 24 marca 1992. Album dotarł do 8 miejsca UK Albums Chart.

## Track lista
Pierwsza edycja
1. "Madman's Return" - 4:35 (Durron Butler)
2. "Colour Of Love" - 5:32 (Butler, Penny Ford, Thea Austin)
3. "Believe In It" - 5:08 (Benites, Garrett III, Austin, Butler)
4. "Who Stole It?" - 5:10 (Butler)
5. "Don't Be Shy" - 4:38 (Butler, Benites, Garrett III)
6. "Rhythm Is a Dancer" - 5:32 (Austin, Benites, Garrett III)
7. "Money" - 5:12 (Butler)
8. "See The Light" - 5:45 (Butler, Ford, Austin)
9. "Ex-Terminator" - 5:24 (Benites, Garrett III)
10. "Keep It Up" - 4:05
11. "Homeboyz" - 6:37
12. "Sample City" - 1:08

Druga edycja
1. "Madman's Return" - 4:35
2. "Colour Of Love" - 5:32
3. "Believe In It" - 5:08
4. "Who Stole It?" - 5:10
5. "Don't Be Shy" - 4:38
6. "Rhythm Is a Dancer" - 5:32
7. "Money" - 5:12
8. "See The Light" - 5:45
9. "Rhythm Is A Dancer (7" Edit)" - 3:45
10. "Ex-Terminator" - 5:24
11. "Keep It Up" - 4:05
12. "Homeboyz" - 6:37
13. "Sample City V2.01" - 1:10

Trzecia edycja
1. "Madman's Return" - 4:35
2. "Colour Of Love" - 5:32
3. "Believe In It" - 5:08
4. "Who Stole It?" - 5:10
5. "Don't Be Shy" - 4:38
6. "Rhythm Is a Dancer" - 5:32
7. "Money" - 5:12
8. "See The Light" - 5:45
9. "Rhythm Is A Dancer (7" Edit)" - 3:45
10. "Exterminate (Endzeit 7")" - 4:20
11. "Ex-Terminator" - 5:24
12. "Keep It Up" - 4:05
13. "Homeboyz" - 6:37
14. "Sample City V2.01" - 1:10

## Notowania
| Lista (1992-93)                     | Najwyższa pozycja |
| ----------------------------------- | ----------------- |
| Austrian Albums Chart               | 3                 |
| Canadian Albums Chart               | 16                |
| Japanese Oricon Albums Chart        | 2                 |
| Netherlands Albums Chart            | 32                |
| Norway Albums Chart                 | 12                |
| German Albums Chart                 | 3                 |
| Swedish Albums Chart                | 21                |
| Swiss Albums Chart                  | 7                 |
| UK Albums Chart                     | 8                 |
| U.S. Billboard 200                  | 121               |
| U.S. Billboard Top R&B/Black Albums | 56                |